# Battalion Wars 2
Battalion Wars 2 é um jogo desenvolvido para o console Nintendo Wii, sequência do jogo do GameCube, Battalion Wars. Foi anunciado oficialmente em 23 de Agosto de 2006 na convenção de jogos Leipzig. O jogo foi desenvolvido pela Kuju Entertainment e publicado pela Nintendo.

## História
Como no primeiro jogo, Battalion Wars 2 se passa em uma guerra mundial, no qual a guerra foi gerada pela hipótese do "Solar Empire" ter feito uma super arma devastadora, no qual tem o poder de destruir outros reinos ameaçados.